# Nurney (comté de Carlow)
Nurney est un village en Irlande, situé dans le comté de Carlow.

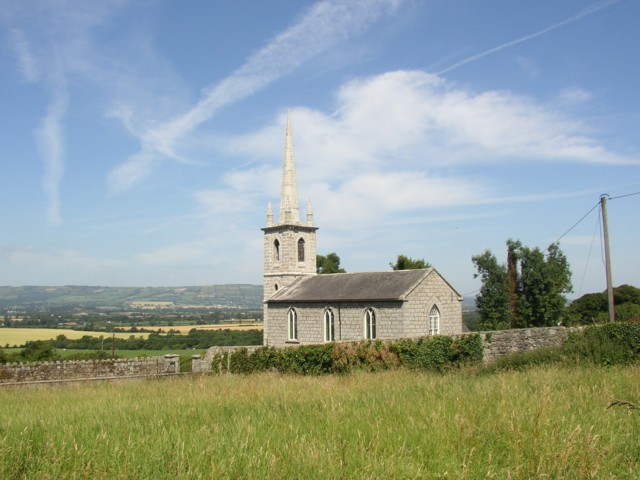
St John's Church, Nurney.